# 雅諾號驅逐艦 (DD-143)
雅諾號驅逐艦（舷號DD-143），於英國皇家海軍、皇家加拿大海軍及皇家挪威海軍服役時名為林肯號，於蘇聯海軍時名為友誼號，是一艘美國海軍建造的驅逐艦，為維克斯級驅逐艦的69號艦。她是美軍第一艘以雅諾為名的軍艦，以紀念第二次巴巴里戰爭時期的海軍軍官約翰·雅諾（John Joliffe Yarnall）。
雅諾號在1918年於克雷普父子造船廠開始建造，在同年下水服役，首任艦長為威廉·海爾賽，其時第一次世界大戰已經結束。稍後雅諾號分別在大西洋、東太平洋及遠東亞洲艦隊執勤，並在1922年退役封存。1930年雅諾號重返現役，在太平洋及大西洋之間作訓練用途，於1936年再次退役。第二次世界大戰爆發後，雅諾號重新服役，並在1940年按租借法案轉交英國，更名為林肯。此後林肯號負責商船護航，並先後調到皇家挪威海軍及皇家加拿大海軍服役。1943年林肯號調返英國名下，旋於1944年轉交蘇聯海軍，更名為友誼。1952年友誼號由蘇聯送返英國，並出售拆解。